# Geng Huichang
Geng Huichang (chinois simplifié : 耿惠昌), né le 11 novembre 1951 dans la province du Hebei, est ministre de la Sécurité de l'État de la république populaire de Chine de mai 2007 à novembre 2016.

## Biographie
De 1992 à 1998, Geng Huichang dirige l'Institut d'État des relations internationales de la Chine, un think tank affilié au gouvernement chinois.
Il contribue à préparer la sécurité pour les Jeux olympiques d'été de 2008 à Pékin, en collaboration avec le ministre de la Sécurité publique Zhou Yongkang.